# Drassyllus tepus
Espèce
Drassyllus tepus est une espèce d'araignées aranéomorphes de la famille des Gnaphosidae.

## Distribution
Cette espèce est endémique du Michoacán au Mexique,. Elle se rencontre à Hidalgo.

## Description
Le mâle holotype mesure 5,04 mm et la femelle paratype 4,63 mm.

## Publication originale
- Platnick & Shadab, 1982 : A revision of the American spiders of the genus Drassyllus (Araneae, Gnaphosidae). Bulletin of the American Museum of Natural History, no 173, p. 1-97 (texte intégral).